# 41 Dywizjon Rakiet Taktycznych

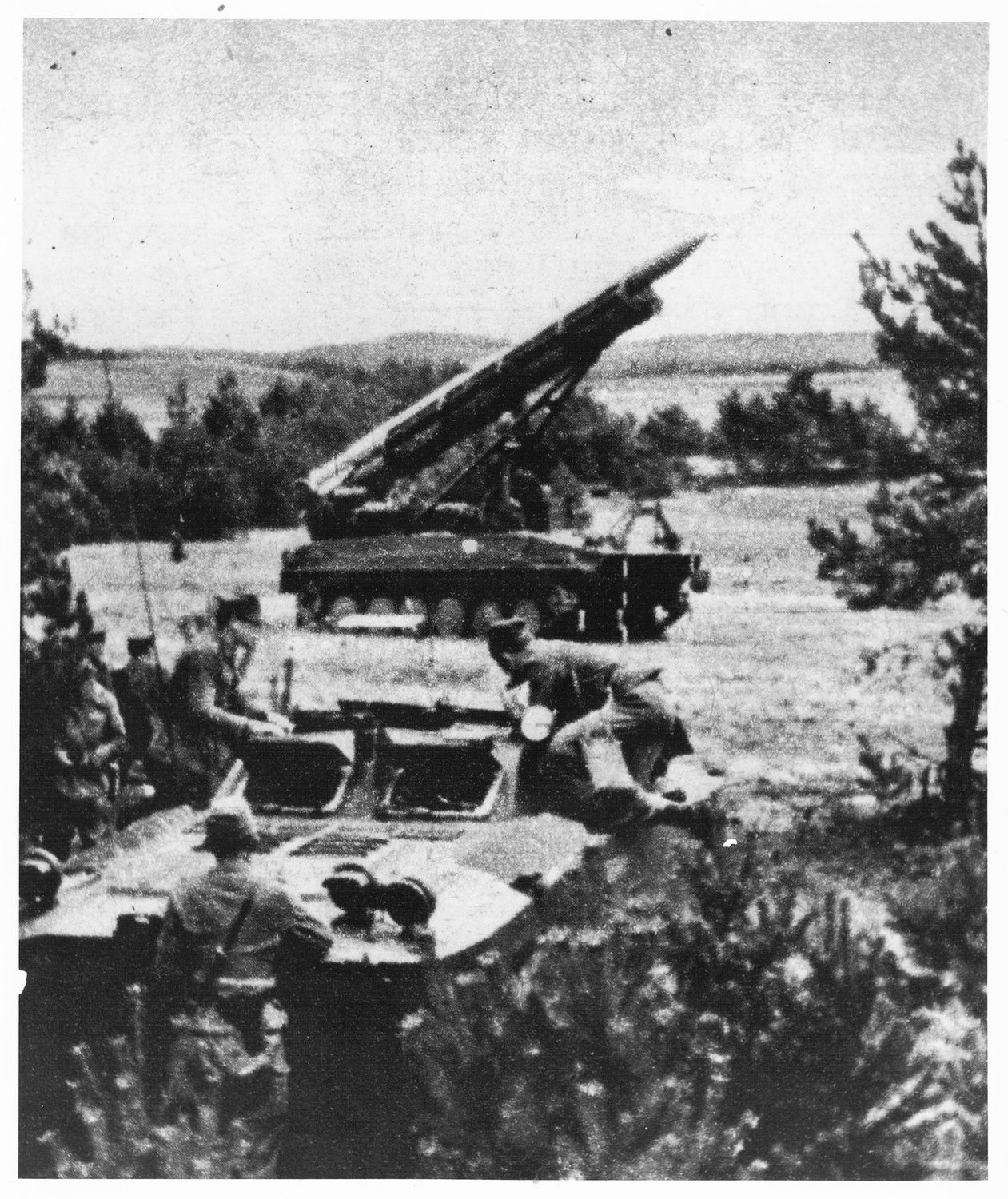
Wyrzutnia na stanowisku startowym przygotowana do odpalenia rakiety 3R9 podczas pierwszego strzelania w 1965; na pierwszym planie transporter BRDM-1

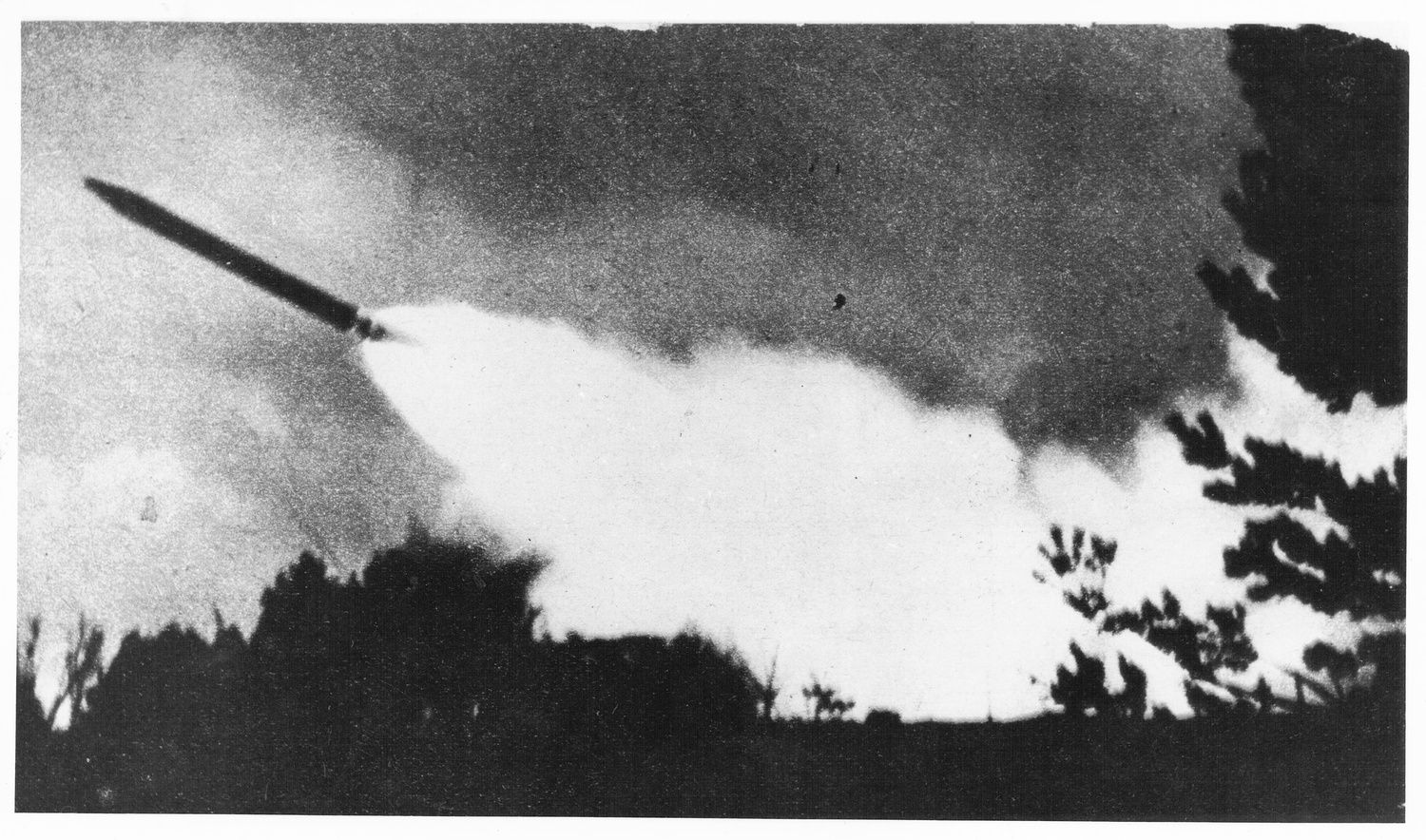
Moment odpalenia rakiety z ładunkiem konwencjonalnym podczas pierwszego strzelania 41 drt

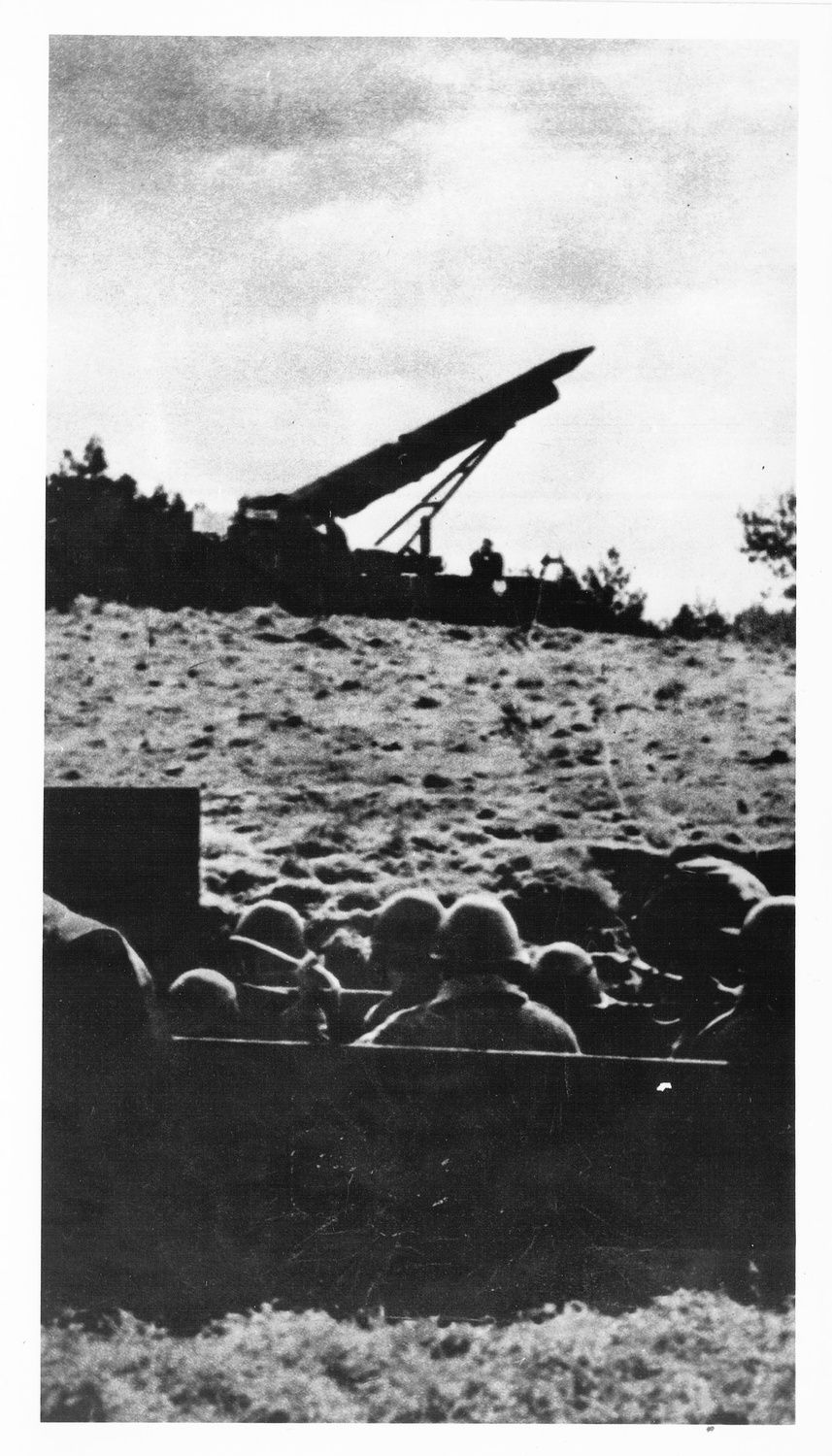
Załoga wyrzutni w bezpiecznej odległości przygotowuje się do odpalenia rakiety

41 Gdański Dywizjon Artylerii (41 da) / 41 Dywizjon Rakiet Taktycznych (41 drt) – oddział Wojsk Rakietowych i Artylerii ludowego Wojska Polskiego. Dywizjon został utworzony przez przeformowanie 41 dywizjonu artylerii rakietowej zarządzeniem Szefa Sztabu Generalnego WP nr 0088/Org. z 15 lipca 1964 roku. Wchodził w skład 7 Łużyckiej Dywizji Desantowej. Stacjonował w Gdańsku-Wrzeszczu
Oznaką jednostki była kotwica otoczona wieńcem dębowym umieszczona w zielonym polu, tłoczona z tworzywa sztucznego na sukiennej podkładce, noszona na rękawie kurtki mundurowej.

## Historia
Na podstawie rozkazu Nr 0010/Org. Ministra Obrony Narodowej z dnia 2 października 1958 roku dowódca Pomorskiego Okręgu Wojskowego, w terminie do dnia 1 grudnia 1958 roku, przeformował 5 Brygadę Obrony Wybrzeża w 23 Dywizję Piechoty. Zgodnie z planem przeformowywania, w składzie 23 Dywizji Piechoty, został utworzony 93 Dywizjon Artylerii Przeciwpancernej. Dywizjon został zorganizowany w Kwidzynie według etatu Nr 2/243 o stanie 105 wojskowych i 2 pracowników cywilnych. Nowa jednostka wojskowa otrzymała numer „3632”.
Wiosną 1963 roku 23 Dywizja Piechoty została przeformowana w 23 Dywizję Desantową, a dotychczasowy 93 Dywizjon Artylerii Przeciwpancernej przeformowany w 93 Dywizjon Artylerii Rakietowej według etatu Nr 5/351, z zachowaniem numeru „JW 3632”.
Jesienią 1963 roku w Gdańsku-Wrzeszczu został rozformowany 41 Gdański Pułk Artylerii. Do zajmowanych przez niego koszar przeniesiony został dywizjon z Kwidzyna, z jednoczesnym przemianowaniem na 41 Dywizjon Artylerii Rakietowej.
Na podstawie zarządzenia Nr 0088/Org. szefa Sztabu Generalnego WP z 15 lipca 1964 roku 41 Dywizjon Artylerii Rakietowej został przeformowany w 41 Dywizjon Artylerii (41 Dywizjon Rakiet Taktycznych). Dywizjon nadal stacjonował w Gdańsku-Wrzeszczu i wchodził w skład 7 Łużyckiej Dywizji Desantowej. W 1986 roku, po przeformowaniu 7 DDes. w 7 Łużycką Brygadę Obrony Wybrzeża wszedł w jej skład.
Jednostkę utworzono jako element szeroko zakrojonego planu rakietyzacji Wojska Polskiego, w ramach którego od końca lat 50. rozpoczęto przygotowania do formowania polskich jednostek rakietowych zdolnych do wystrzeliwania rakiet taktycznych z głowicami jądrowymi. Do jesieni 1961 roku w Wojsku Polskim znalazło się około 100 oficerów wojsk rakietowych przeszkolonych na uczelniach w Związku Radzieckim, od września 1962 roku rozpoczęło się szkolenie specjalistów przyszłych jednostek na polskich uczelniach wojskowych. Stworzono dwie samodzielne brygady artylerii rakietowej (32 Brygada Artylerii i 18 Brygada Artylerii) przeznaczone jako środek wsparcia dla poszczególnych armii tworzonych na bazie okręgów wojskowych.
Od 1963 roku rozpoczęto także formowanie dywizjonów rakiet taktycznych, mających wspierać poszczególne dywizje Wojska Polskiego. Wśród nich był, 41 dywizjon rakiet taktycznych, utworzony w lipcu 1964 roku dla 7 Łużyckiej Dywizji Desantowej.
Początkowo jednostka posiadała etat nr 30/110 i uzbrojona była w dwie wyrzutnie 2P16.
Pierwszego startu rakiety bojowej 3R9 dokonała 1 bateria tego dywizjonu na poligonie drawskim w pobliżu Starej Studnicy w 1965 roku. Dowódcą wyrzutni 2P16 był ppor. Józef Janeczek, a jego zastępcą – podoficer zawodowy kapral Sławomir Ebert.
Jeden z kolejnych startów rakiet odbył się na poligonie w Wicku Morskim 30 lipca 1969 roku w obecności szefa Wojsk Rakietowych i Artylerii Pomorskiego Okręgu Wojskowego płk. Ryszarda Kubiczka. Tym razem strzelano do grupowego celu morskiego – rozwijającego się do lądowania zespołu desantowego, oddalonego prawie 20 km od stanowiska startowego wyrzutni. Rakieta odchyliła się od celu w kierunku o 400 m oraz w donośności o 175 m. Był to wynik na ocenę dobrą.
Podobnie jak inne jednostki rakietowe Pomorskiego Okręgu Wojskowego jednostkę uzupełniała, utworzona przed 1966 roku (?) w Szczecinie, polowa techniczna baza rakietowa.
Początkowo jednostka wyposażona była w dwa zestawy rakietowe 2K6 Łuna z rakietami 3R9 i 3R10 posiadającymi możliwość przenoszenia głowic, odpowiednio, konwencjonalnych i jądrowych. Pluton obsługi technicznej posiadał dźwig siodłowy ST22, samobieżną sprężarkę 8G33U, polową elektrownię typu 8N01, stację ładowania akumulatorów, agregat prądotwórczy 8N03, wskaźnik wilgotności 8Sz31 i podgrzewacz powietrza 8G27U.
W 1968 roku rozpoczęło się przezbrajanie dywizjonów rakiet taktycznych na zestaw 9K52 Łuna-M (R-70) wyposażony w wyrzutnię 9P113 przystosowaną do rakiet 9M21. Równocześnie zwiększono liczbę wyrzutni do trzech lub czterech. Nowe zestawy rakiet w 41 drt wprowadzone zostały w 1975 roku. W 1981 roku została ujednolicona struktura wszystkich dywizjonów rakiet taktycznych – dwie baterie startowe po dwie wyrzutnie 9P113.
Choć dywizjon rakiet taktycznych w założeniu miał razić wroga przede wszystkim za pomocą głowic jądrowych, w doktrynie wojennej Związku Radzieckiego i planach Układu Warszawskiego ich wykorzystanie zarezerwowano do sytuacji, w których to nieprzyjaciel jako pierwszy wykona uderzenie jądrowe. Z tego względu głowice jądrowe pozostawały w magazynach Armii Radzieckiej, do wydania w odpowiednim momencie. Polscy wojskowi nie mieli również technicznej możliwości wprowadzenia do głowic szyfrów aktywujących je.
„Sytuacja zmieniła się w połowie lat osiemdziesiątych, gdy zadaniem frontu polskiego stało się pogłębienie strategicznej obrony na północnym i centralnym kierunku strategicznym. Właśnie wtedy we wcześniej przygotowanych magazynach w Brzeźnicy, Podborsku i Templewie pojawiły się ładunki jądrowe dla polskich jednostek, a radziecka PTBR z Bornego Sulinowa otrzymała nowe, raczej nie spotykane w strukturach baz, pododdziały”.
Zarządzeniem szefa SG WP nr 042/ Org. z 18 listopada 1982 przeformowano dywizjon z etatu 30/172 na 30/244 przezbrajając go z dwóch wyrzutni 2P16 na dwie 9P113.
Pod koniec 1988 41 dywizjon rakiet taktyczny posiadał etat nr 30/244, a jego podstawowe wyposażenie stanowiły dwie wyrzutnie 9P113.
41 dywizjon artylerii został rozformowany w 1991 roku.

## Skład organizacyjny
Struktura organizacyjna 41 drt, po przezbrojeniu w 1981 roku, w zestawy 9K52.
- dowództwo i sztab
  - bateria dowodzenia
  - 2 baterie startowe
  - pluton obsługi technicznej
  - pluton remontowy
  - pluton zaopatrzenia
  - pluton medyczny

## Oznaka rozpoznawcza
Oznaką jednostki była kotwica otoczona wieńcem dębowym umieszczona w zielonym polu, tłoczona z tworzywa sztucznego na sukiennej podkładce, noszona na rękawie kurtki mundurowej.